# Предтеча (роман)
«Предтеча» — роман українського письменника Василя Шевчука про українського філософа Григорія Сковороду, опублікований 1969 року під назвою «Григорій Сковорода» видавництвом «Радянський письменник». Художнє оформлення книги здійснив Андрій Крвавич.
У 1972 році роман вийшов під назвою «Предтеча» у київському видавництві «Дніпро». У цьому ж році роман був виданий російською мовою у московському видавництві «Советский писатель» в авторизованому перекладі з української Олександра Доценка.
У 1982 році — третє видання роману (під назвою «Предтеча») в київському видавництві «Дніпро» з передмовою Костя Волинського «Історичні твори Василія Шевчука».
2021 року роман перевидано Центром навчальної літератури.

## Зміст

Обкладинка видання 2021 року

Книга розповідає про життя філософа, зокрема про викупу Григорієм Сковородою з кріпацтва козака Бруса, про першу зустріч з М. Ковалинським — майбутнім другом, про кохання до Олени Майор.